# .bw
Pour les articles homonymes, voir BW.

Allocation de l'espace d'adressage IPv4 (Botswana).

.bw est le domaine de premier niveau national (country code top level domain : ccTLD) réservé au Botswana.